# Rebecca Harms

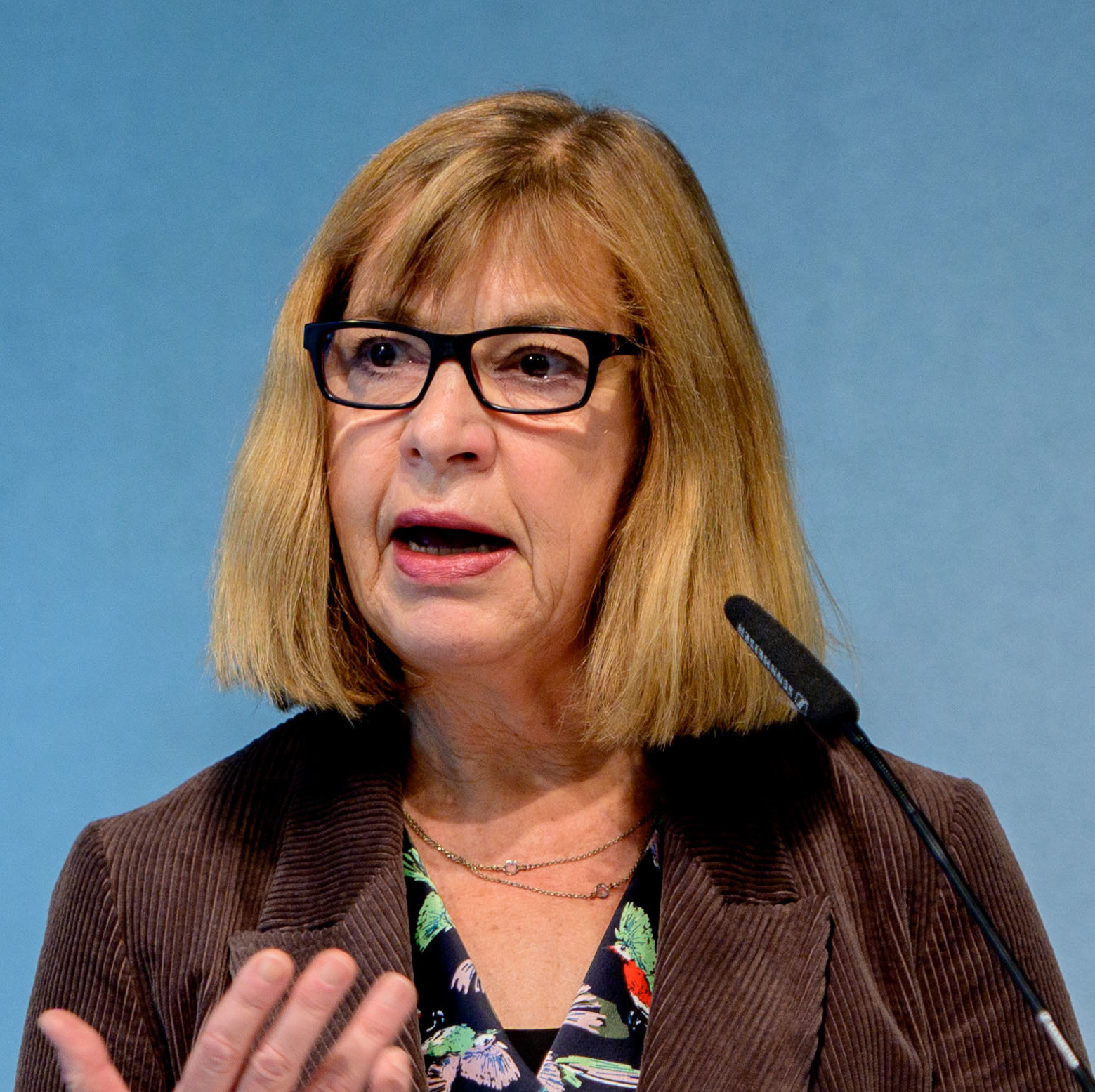
Rebecca Harms, 2019

Rebecca Harms (* 7. Dezember 1956 in Hambrock bei Uelzen) ist eine ehemalige deutsche Politikerin (Bündnis 90/Die Grünen). Sie war von 2004 bis 2019 Mitglied des Europäischen Parlaments (MdEP) und bis 2016 Vorsitzende der Fraktion Die Grünen/Europäische Freie Allianz (Grüne/EFA) sowie Vorsitzende der Delegation in der Parlamentarischen Versammlung EURO-NEST. Im Juli 2018 kündigte Harms an, aufgrund inhaltlicher Differenzen mit Teilen der europäischen Grünen bei der Europawahl 2019 nicht erneut zu kandidieren. Sie ist Mitglied des Zentrums Liberale Moderne.

## Leben und Beruf
Rebecca Harms wuchs in einem kleinen niedersächsischen Dorf in der Nähe von Uelzen auf. Sie hat zwei Geschwister. 1975 schloss sie ihre schulische Laufbahn mit dem Abitur in Uelzen ab. Ihre Ausbildung als Baumschul- und Landschaftsgärtnerin absolvierte sie 1979. 
Sie wurde von der Anti-Atomkraft-Bewegung politisch geprägt und ist erklärte Gegnerin der Atomkraft. 1977 war sie Mitbegründerin der Bürgerinitiative Umweltschutz Lüchow-Dannenberg, die sich gegen das Endlagerprojekt Gorleben wendet, und wurde dort 1982 Vorsitzende. 1980 war sie Sprecherin der Freien Republik Wendland in einem vier Wochen lang bestehenden Hüttendorf im Wendland. 1984 arbeitete sie als Mitarbeiterin der Europaparlamentsabgeordneten Undine von Blottnitz in Brüssel. 1988 kehrte sie nach Niedersachsen zurück und wirkte an Filmprojekten mit. Sie lebt in einem Dorf der Gemeinde Waddeweitz im Wendland.

## Partei
Rebecca Harms war von 1998 bis 2015 Mitglied des Parteirates von Bündnis 90/Die Grünen.

## Abgeordnete

### MdL in Niedersachsen (1994–2004)
Von 1994 bis 2004 war sie Mitglied des Niedersächsischen Landtages und dort von 1998 bis 2004 Fraktionsvorsitzende der Grünen-Fraktion. Für sie rückte Filiz Polat nach, während Stefan Wenzel neuer Fraktionsvorsitzender wurde.

### MdEP und zweifache grüne Spitzenkandidatin (2004–2019)

#### 6. Europaparlament (2004–2009)
Bei der Europawahl 2004 zog sie als Spitzenkandidatin von Bündnis 90/Die Grünen ins Europäische Parlament ein. Dort war sie Sprecherin der deutschen Gruppe sowie Vizepräsidentin der Fraktion Grüne/EFA. Sie war insbesondere in Sachen Klimaschutz und Energiepolitik aktiv.

#### 7. Europaparlament (2009–2014)
Für die Europawahl in Deutschland 2009 wurde sie erneut von Bündnis 90/Die Grünen als Spitzenkandidatin nominiert. Sie wurde im Juli 2010 einstimmig zur Vorsitzenden der Fraktion Grüne/EFA gewählt. Ihr Co-Fraktionsvorsitzender war Daniel Cohn-Bendit, der über die französische Liste von Europe Écologie ins Parlament gewählt wurde.

#### 8. Europaparlament (2014–2019)
Am 8. Februar 2014 wurde sie auf Listenplatz 1 der Europaliste gewählt und damit nochmals Spitzenkandidatin für Bündnis 90/Die Grünen zur Europawahl 2014. Sie wurde als Fraktionsvorsitzende bestätigt und leitete von 2015 bis Ende 2016 die Fraktion Grüne/EFA gemeinsam mit dem belgischen EU-Abgeordneten Philippe Lamberts.
Seit Februar 2017 ist sie Vorsitzende der Delegation in der Parlamentarischen Versammlung Euronest und Mitglied der Konferenz der Delegationsvorsitze. Sie ist Mitglied im Ausschuss für Industrie, Forschung und Energie (ITRE), im Untersuchungsausschuss zu Emissionsmessungen in der Automobilindustrie (EMIS) und in der Delegation im Parlamentarischen Assoziationsausschuss EU-Ukraine, als auch in der Delegation im Ausschuss für parlamentarische Kooperation EU-Russland. Als Stellvertreterin ist sie im Ausschuss für auswärtige Angelegenheiten (AFET) und im Ausschuss für Umweltfragen, öffentliche Gesundheit und Lebensmittelsicherheit (ENVI).
Im Juli 2018 kündigte Harms an, aufgrund inhaltlicher Differenzen mit Teilen der europäischen Grünen-Fraktion bei der Europawahl 2019 nicht erneut für das Europaparlament zu kandidieren.

## Mitgliedschaften
Harms war Mitglied der Europa-Union Parlamentariergruppe Europäisches Parlament und Gründungsmitglied der Bürgerinitiative Umweltschutz Lüchow-Dannenberg. Sie gehört der Mitgliederversammlung der Heinrich-Böll-Stiftung an.

## Politisches Engagement

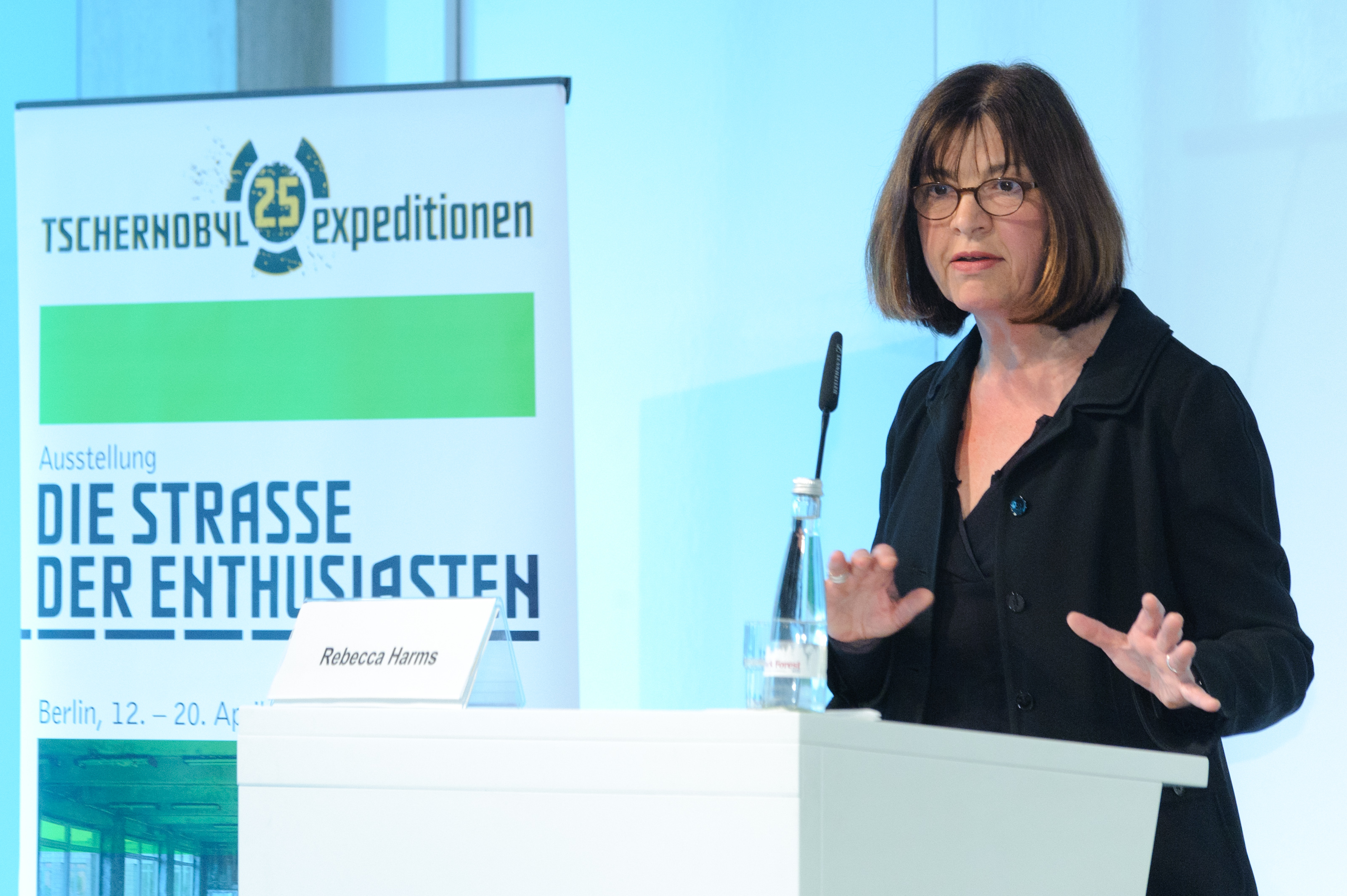
Rebecca Harms, 2011

Rebecca Harms protestierte im Juni 2013 gemeinsam mit den Mitarbeitern des griechischen Staatssenders ERT in Athen. Die Mitarbeiter besetzten die Rundfunkanstalt, deren Programm von der Polizei Anfang Juni stillgelegt wurde. Im Zusammenhang mit den Protesten verurteilte Harms die Austeritätspolitik der EU.
Im November 2012 besuchte Rebecca Harms das Flüchtlingslager Amygdaleza in Attika, Griechenland, in dem auch minderjährige Flüchtlinge inhaftiert sind. Mit einem Protestbrief wandte sie sich gegen die Bedingungen in dem Lager.
Im Juni 2012 demonstrierte sie zusammen mit dem MdEP Werner Schulz im Charkiwer Metalist-Stadion im Rahmen des EM-Spiels Deutschland gegen die Niederlande für die Freilassung von Julija Tymoschenko und anderen in der Ukraine inhaftierten politischen Gefangenen.

## Positionen

### Transatlantisches Freihandelsabkommen
In Bezug auf das zur Diskussion stehende Transatlantische Freihandelsabkommen mit den USA plädierte Harms 2013 für eine Aussetzung der Verhandlungen. Die strengen Umwelt- und Verbraucherschutzstandards der EU dürften nicht unterlaufen werden, auch um gentechnisch veränderte Lebensmittel zu verhindern.

### EU-Flüchtlingspolitik
2016 veröffentlichte Harms einen Gastbeitrag (Die Außengrenzen sind eine Schlüsselfrage) in der Zeit, in dem sie kritisch Stellung zu der EU-Flüchtlingspolitik bezog. Im Artikel stellt sie die EU-Flüchtlingspolitik als unverantwortlich und zu geizig dar. Harms sagt, dass die EU-Flüchtlingspolitik eine lange Zeit zu geizig gewesen sei und aus diesem Grund vielen Flüchtlingen die Grundversorgung in Flüchtlingslagern wie der Türkei, dem Libanon und Jordanien verwehrt blieb. Dies hatte laut Harms zur Folge, dass die Flüchtlinge nach Europa weitergezogen seien. Sie erklärt, dass deshalb großzügige und verlässliche Beiträge zu leisten seien. Sie führt an, dass es trotz aller Kritik an Erdoğan unerlässlich sei mit der Türkei über die Versorgung der Flüchtlinge zu verhandeln. Dies gelte ebenfalls für Syrien und seine Nachbarländer. Weiterhin führt sie an, dass seit Spätsommer 2015 Länder wie Deutschland, Schweden und Österreich ihre Haltung zur Flüchtlingskrise bereits in alle Richtungen geändert hätten. Sie erklärt, dass nicht jedes Jahr gleich viele Flüchtlinge aufgenommen werden könnten, da sonst die Zukunft für die Asylanten zu ungewiss sei. Als Lösung des Problems führt sie offene Binnengrenzen an. Damit das Schengener-Abkommen eine Chance haben könne, müsse die EU über ihre Außengrenzen nachdenken. Außerdem hält sie ein Einwanderungsrecht für unabdingbar.

### Atompolitik
Schon 1985 demonstrierte Harms gegen die atomare Wiederaufarbeitungsanlage Wackersdorf (WAA) und brachte die Protesterfahrungen aus Gorleben nach Bayern.
Im Jahre 2006 beauftragte sie zwei britische Wissenschaftler mit einer Studie über die gesundheitlichen Folgen der Katastrophe von Tschernobyl. Die Ergebnisse dieser Studie, die nach dem englischen Titel The Other Report on Chernobyl kurz TORCH genannt wurde, unterscheiden sich von den Aussagen in offiziellen Berichten der IAEA.
Anlässlich der Nuklearkatastrophe von Fukushima 2011 erneuerte Harms ihren Appell zu einem internationalen Atomausstieg: Fukushima habe gezeigt, dass die Sicherheit der Reaktoren nicht garantiert werden könne. In einem Gastbeitrag im Tagesspiegel zum Thema Bürgerbeteiligung bei der Endlagersuche äußerte Harms, dass das von Bundesumweltminister Peter Altmaier einberufene Endlagerforum ein „Reinfall“ sei.
Zur Suche nach einem Endlager äußerte sie sich mehrfach: „Die Hast des Gesetzgebungsprozesses ist tatsächlich unvereinbar mit der Geduld, die für ernsthafte Beteiligungsverfahren gebraucht wird“. „Vertrauen ist Voraussetzung für das Ziel, die Aufgabe der Endlagerung von Atommüll zu lösen. Bürger müssen wieder Vertrauen in die Politik entwickeln, aber die Politiker müssen auch den Bürgern Kompetenz in der Frage der Endlagersuche zugestehen“. Von einer Entscheidung zur Endlagersuche erwartet Rebecca Harms, dass sie auf breiter Mitsprache von Experten und Zivilgesellschaft beruht.

### EU-Klimapolitik
Nach Veröffentlichung des jüngsten Weltklimaberichts des IPCC äußerte Harms sich kritisch hinsichtlich der mangelnden Handlungsbereitschaft der EU-Mitgliedstaaten sowie der EU-Kommission: «Die Kluft zwischen den Erkenntnissen der Wissenschaftler und der Handlungsbereitschaft der europäischen Politik wird immer größer». Die Klimaziele für 2030, die zurzeit zur Diskussion stehen, reichten bei Weitem nicht aus.

### Austeritätspolitik
Im Rahmen ihrer Griechenlandbesuche kritisierte Harms die europäische Austeritätspolitik: „Wir sehen, dass die Austeritätspolitik am Ende ist. Wir brauchen Investitionen, wir müssen den Spardruck mindern, wir brauchen Direkthilfen für den Gesundheitssektor, der ebenfalls zu Grunde gespart wird. Was hier in Griechenland passiert, muss gestoppt werden.“

### Beziehung EU – Ukraine
Rebecca Harms warnte im Rahmen des geplanten, vorerst gescheiterten, Assoziierungsabkommens zwischen der Europäischen Union und der Ukraine davor, das Vorhaben auf „unbestimmte Zeit zu vertagen“. Nötig sei „eine europäische Führung, die geschlossen und konsequent sowohl gegenüber Russland Interessen definiert, aber auch in der Ukraine die Sache nicht einfach schleifen lässt“. Zudem ist es ihrer Ansicht nach von Bedeutung, dass die EU die politische Opposition der Ukraine unterstütze und den Wunsch vieler Ukrainer nach Annäherungen mit der EU ernst nehme.
Im Winter 2013/2014 reiste Rebecca Harms mehrfach nach Kiew, um die dortige Protestbewegung Euromaidan, die für eine engere Anbindung der Ukraine an die Europäische Union eintritt, zu unterstützen. Sie ist überzeugt, dass die Ukraine eine europäische Perspektive brauche, und der Ansicht, dass es für die EU sehr wichtig sei, dass in der Ukraine demokratische und stabile Verhältnisse herrschen. Harms fordert deshalb die schnelle Einberufung eines Runden Tisches, an dem nicht nur Regierung und Opposition sitzen sollen, sondern auch Vertreter der Zivilgesellschaft.

### Annexion der Krim durch Russland 2014
In einem Interview am 3. März 2014 bei Radio Bremen hatte sich Harms im Rahmen der völkerrechtswidrigen Annexion der Krim durch Russland 2014 für Sanktionen gegen die russische Führung ausgesprochen. Sie war der Ansicht, Russland wolle die Ukraine destabilisieren und habe sich auf einen Einmarsch in die Ukraine vorbereitet.
Mittels einer im Europäischen Parlament eingebrachten Resolution wollten Harms und Daniel Cohn-Bendit im März 2014 öffentliche EU-kritische Aussagen des ehemaligen Bundeskanzlers Gerhard Schröder verhindern, er solle „keine öffentlichen Aussagen zu Themen machen, die Russland betreffen“, da er sich aufgrund seiner Beziehungen zu Gazprom in einem eindeutigen Interessenkonflikt befinde. Der Antrag wurde abgelehnt.
Am 25. September 2014 wurde Harms die Einreise nach Russland verweigert. Ihr wurde erklärt, sie sei eine unerwünschte Person. Harms wollte in Moskau einer Gerichtsverhandlung gegen die ukrainische Pilotin Nadija Sawtschenko beiwohnen. Sie gehört zu den 89 Personen aus der Europäischen Union, gegen die Russland – wie Ende Mai 2015 bekannt wurde – ein Einreiseverbot verhängt hat. Harms unterzeichnete einen offenen Brief an die deutsche Bundeskanzlerin und den Bundesaußenminister, in dem diese darum gebeten werden, sich für die Freilassung des in Russland inhaftierten ukrainischen Filmemachers Oleh Senzow einzusetzen.

### EU-Agrarpolitik
Zur EU-Agrarreform äußerte sich Harms kritisch: „Wenn wir nicht aufpassen, wird diese Reform den Strukturwandel massiv verstärken. Die Großen werden wieder die Gewinner sein. Die Direktzahlungen wurden nicht energisch gekappt. Ursprünglich sollte eine Entkoppelung und Kappung von flächengebundenen Zahlungen erreicht werden. Die nun gefundenen Kompromisse setzen die Ungerechtigkeit der Förderung fort.“

### EU-Urheberrechtsreform
In der Debatte um die EU-Urheberrechtsreform mit umstrittenen Aspekten wie Upload-Filtern und Leistungsschutzrecht positioniert sich Harms als Unterstützerin des Entwurfs. In einer Ausgabe ihres Newsletters führt sie an, dass damit die Kreativwirtschaft gestärkt würde und Internetgiganten notwendige Regulierung erfahren würden. Darüber hinaus verbindet sie ihre Position argumentativ mit „antiwestlicher Propaganda Putins“. Bei der Abstimmung am 12. September 2018 stimmten 5 von 11 deutschen Abgeordneten der Fraktion Grüne/EFA gegen den von Harms unterstützten Urheberrechtsentwurf.

## Ehrungen und Auszeichnungen
- 2021: Verdienstorden der Bundesrepublik Deutschland
- 2023: Niedersächsische Landesmedaille[32]

## Schriften
- Ein Tag in Fukushima – Eine Woche in Japan. Reisenotizen. verlag die brotsuppe, Biel 2012. ISBN 978-3-905689-40-2